# Jakub Glazer
Jakub Glazer (* 24. Juni 1836 in Wola Jasiencia; † 3. Mai 1898 in Przemyśl) war ein polnischer Geistlicher.

## Leben
Glazer stammte aus einer Bauernfamilie. Im Jahr 1854 legte er die Reifeprüfung am CK-Mittelgymnasium in Przemyśl ab. Im Anschluss absolvierte er das Priesterseminar in Przemyśl. Am 14. August 1858 empfing er die Diakonweihe für Przemyśl und am 30. November 1858 die Priesterweihe. In Wien promovierte er zum Doktor der Theologie. Er war Pädagoge und Seminardozent sowie Mitglied des Domkapitels.
Papst Leo XIII. ernannte ihn am 4. September 1887 zum Weihbischof in Przemyśl und Titularbischof von Gabala. Łukasz Solecki, Bischof von Przemyśl, spendete ihm am 23. Oktober 1887 die Bischofsweihe. Mitkonsekratoren waren Ivan Stupnyckyj, Bischof von Przemyśl, Sambor et Sanok, und Jan Maurycy Pawel Puzyna de Kosielsko, Weihbischof in Lemberg.
Er wurde auf dem Hauptfriedhof in Przemyśl beigesetzt.